# Equipe bareinita na Copa Davis
A equipe bahreinita na Copa Davis representa o Barém na Copa Davis, principal competição de tênis masculina por equipes do mundo. É administrada pela Bahrain Tennis Federation.